# Richard H. Truly
Richard Harrison Truly (Fayette, Misisipi, 12 de noviembre de 1937 - 27 de febrero de 2024) fue un vicealmirante de la Armada de Estados Unidos, astronauta y octavo administrador de la NASA, desde 1989 hasta 1992. Fue el primer astronauta que llegó a ser Administrador.